# USS 본험 리처드 (CV-31)

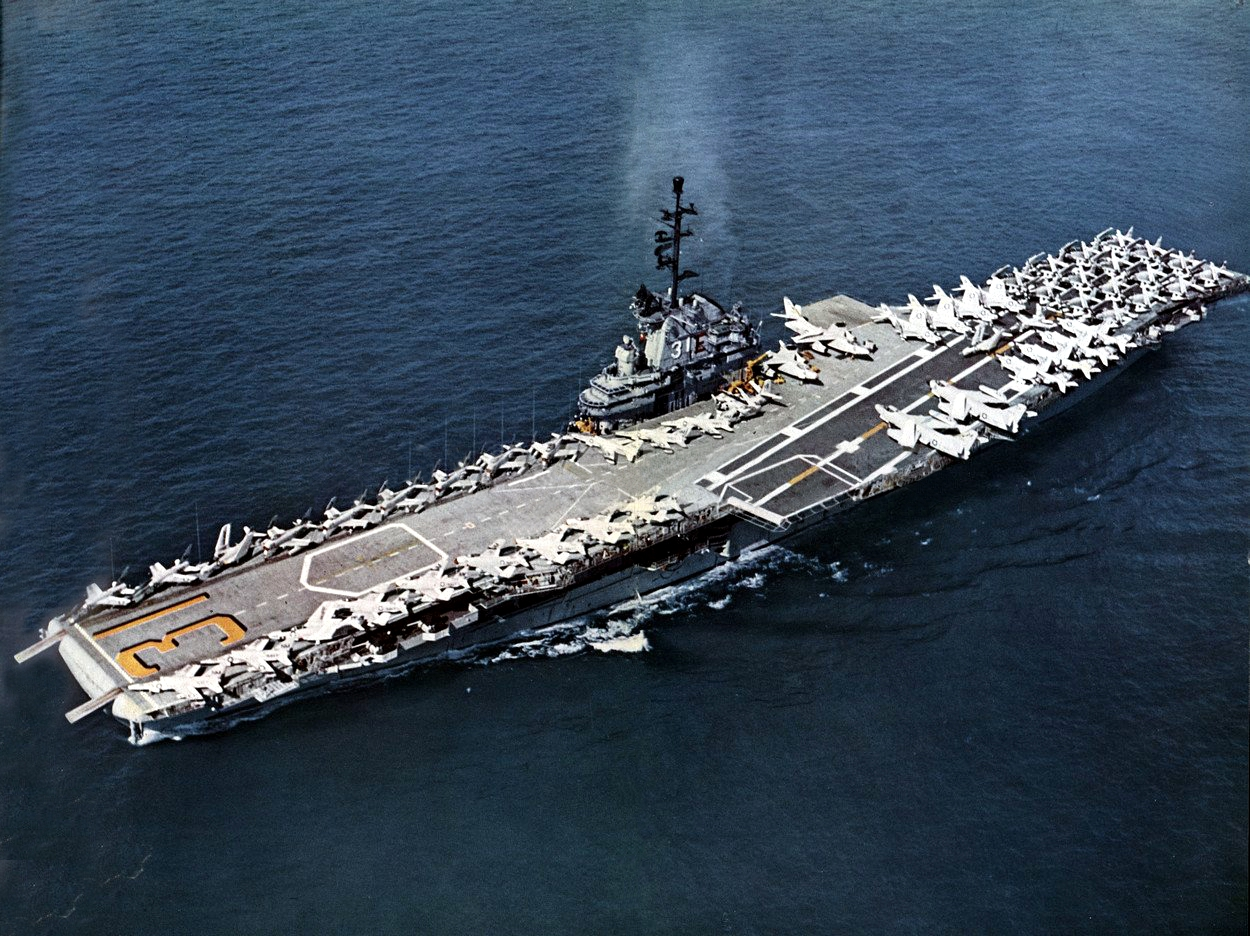
1959년 3만톤 일자형에서 4만톤 V자형으로 개조된 본험 리처드함

USS 본험 리처드 (CV-31)는 미국 해군의 에식스급 항공모함 24척 중 14번함이다. 한국전쟁에 참전한 11척의 에식스급 중 하나이다.

## 역사

### 한국 전쟁
본험 리처드함은 1944년 취역해 제2차대전에 참전한 후, 1947년에 퇴역했다. 그러나 1950년 한국전쟁이 발발하자 다시 1951년 1월 15일 본험 리처드를 재취역했다. 5월 29일 태스크 포스 77에 합류시켰다. 5월 31일 한국에서 최초의 공습을 시작했다. 1951년 11월 20일까지 태스크 포스 77에서 작전했으며, 12월 중순 미국 샌디애고로 복귀했다.
다시 1952년 5월 20일에 한국으로 출발해 태스크 포스 77에 합류했으며, 6월 24일 수풍댐 공습을 했다. 10월 12일 원산 남쪽 고저 비행장에 상륙작전을 했다.
1952년 12월 18일까지 북한군을 공격하고 미국으로 복귀, 샌프란시스코에 1953년 1월 8일 도착했다.